# Liolaemus arambarensis
Liolaemus arambarensis este o specie de șopârle din genul Liolaemus, familia Tropiduridae, descrisă de Verrastro et al. în anul 2003. A fost clasificată de IUCN ca specie în pericol. Conform Catalogue of Life specia Liolaemus arambarensis nu are subspecii cunoscute.